# Mô hình tổng cầu và tổng cung
Mô hình tổng cầu và tổng cung hay còn gọi là mô hình AD-AS là mô hình dùng để giải thích hai biến số.
Biến số thứ nhất là tổng sản lượng hàng hóa và dịch vụ được đo bằng GDP thực tế. Biến số thứ hai là mức giá được đo bằng chỉ số giá tiêu dùng CPI hay chỉ số điều chỉnh GDP.

## Tổng cầu của nền kinh tế

### Khái niệm
Tổng cầu là tổng khối lượng hàng hóa dịch vụ được tạo ra trên lãnh thổ một nước (GDP) mà các tác nhân kinh tế sẵn sàng và có khả năng mua tại mỗi mức giá mà các tác nhân trong nền kinh tế sẽ sử dụng trong 1 thời kỳ nhất định tương ứng với mức giá đã cho, khi các biến số khác ko đổi.
Trong nền kinh tế mở thì tổng cầu bao gồm 4 nhân tố:
- C: Tiêu dùng của các hộ gia đình
- I: Đầu tư của doanh nghiệp
- G: Chi tiêu của chính phủ về hàng hóa dịch vụ
- NX: Xuất khẩu ròng

### Phương trình
Phương trình đường tổng cầu trong một nền
Kinh tế mở có:     AD = C + I + G + NX
Kinh tế giản đơn : AD = C + I
Kinh tế đóng : AD = C + I + G

### Đường tổng cầu theo giá:
Là đường biểu thị mối quan hệ giữa tổng cầu và mức giá chung khi các biến số khác ko đổi

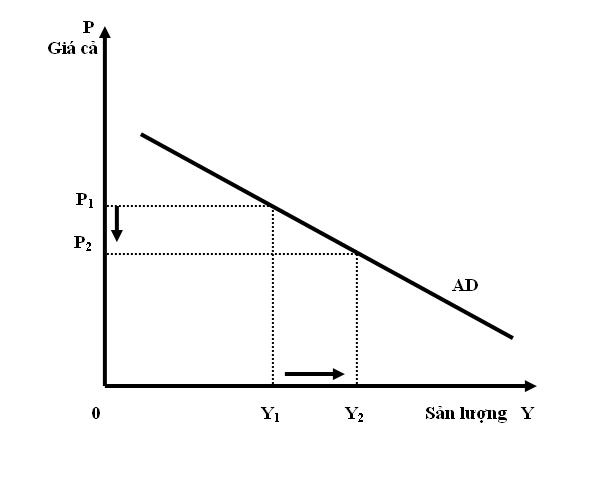
Đường tổng cầu (AD)

### Độ dốc của đường tổng cầu
Đường tổng cầu dốc xuống. Được giải thích bởi ảnh hưởng của giá đối với tiêu dùng, đầu tư, xuất khẩu ròng:
- Mức giá và tiêu dùng (Hiệu ứng Pigou): với mức giá thấp, lượng tiền mà các hộ gia đình nắm giữ có giá trị hơn, các hộ gia đình cảm thấy giàu có hơn nên họ chi tiêu nhiều hơn trước => tăng tiêu dùng.
- Mức giá và đầu tư (hiệu ứng Keynes): Với mức giá thấp các hộ gia đình cần giữ ít tiền hơn để tiêu dùng. Nên họ cho vay số tiền thừa, làm lãi suất giảm => kích thích đầu tư.
- Mức giá và xuất khẩu ròng (Hiệu ứng tỷ giá hối đoái): với mức giá thấp, làm cho hàng trong nước rẻ tương đối so với hàng ngoại. Điều này có tác dụng khuyến khích xuất khẩu, hạn chế nhập khẩu => tăng xuất khẩu ròng.

Kết luận: Cả ba hiệu ứng này đã cho thấy mối quan hệ ngược chiều giữa giá và sản lượng hàng hóa. Hay: đường tổng cầu dốc xuống.

### Đường tổng cầu dịch chuyển
Đường tổng cầu sẽ dịch chuyển khi có sự thay đổi của các yếu tố cấu thành tổng cầu là C, I, G và NX.

## Tổng cung của nền kinh tế

### Khái niệm
Tổng cung là tổng khối lượng hàng hóa và dịch vụ mà nền kinh tế có thể sản xuất ra tương ứng với các mức giá khác nhau trong 1 thời kỳ nhất định khi các yếu tố khác ko đổi.
- Tổng cung dài hạn - LRAS - Long Run Aggregate Supply
- Tổng cung ngắn hạn - SRAS - Short Run Aggregate Supply

### Tổng cung dài hạn - LRAS

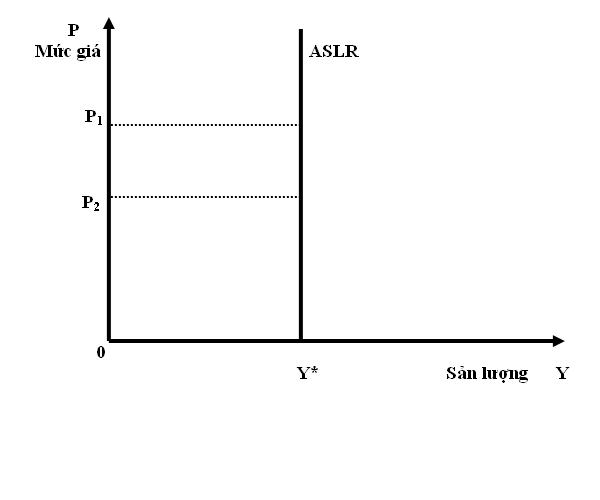
Đường tổng cung dài hạn

- Đường tổng cung về hàng hóa, dịch vụ trong dài hạn (LRAS) thẳng đứng tại mức sản lượng tự nhiên.
- Cung hàng hóa, dịch vụ trong dài hạn phụ thuộc vào công nghệ, khối lượng tư bản, lực lượng lao động sẵn có.
- Cung hàng hóa, dịch vụ trong dài hạn không phụ thuộc vào mức giá trong nền kinh tế.

Sự dịch chuyển của đường tổng cung dài hạn: đường tổng cung dài hạn dịch chuyển khi có sự thay đổi của những yếu tố sau
- Lao đông
- Tư bản
- Tài nguyên
- Công nghệ

### Tổng cung  ngắn hạn - SRAS
- Đường tổng cung ngắn hạn dốc lên.
- Phương trình cơ bản về đường tổng cung ngắn hạn: Y = {\displaystyle {\bar {Y}}\ }  + α (P - Pe)
  - Y: sản lượng
  - {\displaystyle {\bar {Y}}\ }: sản lượng tự nhiên
  - α: số dương
  - Pe: mức giá kỳ vọng
  - P: giá thực tế
- Kết luận rút ra từ phương trình:
  - Đường tổng cung có độ dốc dương.
  - Vị trí của đường tổng cung phụ thuộc vào Pe. Vì đường tổng cung ngắn hạn cắt đường tổng cung dài hạn ở Pe. Do đó khi Pe tăng thì đường tổng cung sẽ dịch chuyển lên trên và sang trái.
  - Tham số α đo lường phản ứng của sản lượng với chênh lệch giữa giá cả thực tế và giá cả kỳ vọng.
    - α = 0: đường tổng cung có dạng thẳng đứng.
    - α rất lớn: đường tổng cung gần như nằm ngang.
- Một số mô hình giải thích về đường tổng cung ngắn hạn dốc lên:
  - Mô hình tiền lương cứng nhắc: Tiền lương danh nghĩa thường cứng nhắc và chậm thay đổi hơn so với giá là do hợp đồng lao động, vì vậy khi giá sản phẩm tăng nhưng lương công nhân chưa tăng, doanh nghiệp được lợi nên sản xuất nhiều hơn. Kết luận: Giá tăng làm sản lượng tăng. Đường cung ngắn hạn dốc lên
  - Mô hình nhận thức sai lầm: Khi mức giá chung tăng doanh nghiệp dễ tưởng rằng hàng hoá, dịch vụ của mình cũng tăng nên cung ứng nhiều hơn. Kết luận: Giá tăng thì sản lượng tăng. Đường cung ngắn hạn dốc lên.
  - Mô hình giá cả cứng nhắc: Khi mức giá chung tăng nhưng Chi phí thực đơn quá lớn nên doanh nghiệp trì hoãn tăng giá, giá bán của doanh nghiệp thấp hơn nên bán được nhiều hơn. Kết luận: Giá bán tăng, cung ứng tăng. Đường cung ngắn hạn dốc lên.

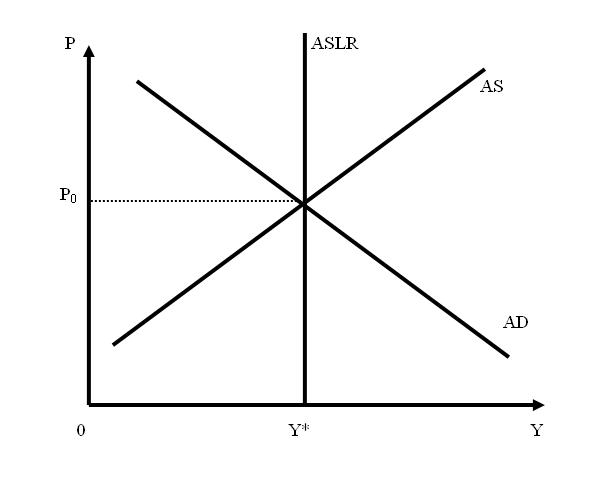
Cân bằng tổng cung-tổng cầu

## Các cú sốc và giải pháp của chính phủ

### Cú sốc cầu
Cú sốc cầu tiêu cực trong ngắn hạn khi giá P giảm, sản lượng Y giảm (gọi là suy thoái kinh tế). Do đó đường tổng cầu AD dịch trái. Chính phủ sẽ tăng chi tiêu G hoặc giảm thuế T để khắc phục tình trạng. Tăng chi tiêu chính phủ G có hiệu quả nhanh hơn giảm thuế T.
Cú sốc cầu tiêu cực trong dài hạn sau khi suy thoái kinh tế dẫn đến thất nghiệp tăng, doanh nghiệp giảm lương công nhân do lao động cần việc tăng nên chi phí sản xuất giảm, doanh nghiệp tăng sản lượng làm tổng cung tăng. Do đó đường tổng cung dịch phải về với mức sản lượng tự nhiên.
Kết luận: Giá P giảm, sản lượng Y không đổi trong điều kiện chính phủ không can thiệp.

### Cú sốc cung
Cú sốc cung khi đường cung dịch trái làm giá tăng đồng thời sản lượng giảm (tức là vừa lạm phát vừa suy thoái kinh tế), lúc này chính phủ đối mặt với hai lựa chọn không mong muốn. Giảm sản lượng (suy thoái hơn) để bình ổn giá hoặc tăng giá (lạm phát hơn) để khôi phục sản lượng.